# Prix du Lundi
Prix du Lundi (deutsch „Montagspreis“) oder auch Nouveau Grand Prix de la science-fiction française ist ein französischer Literaturpreis, der 2006 bis 2015 für Werke aus dem Bereich der Science-Fiction verliehen wurde.
Der Preis geht zurück auf ein Dejeuner du Lundi („Montagmittagsessen“) – ein traditionelles wöchentliches Treffen von Science-Fiction-Begeisterten – im November 2006 zurück, bei dem die Anwesenden (Joseph Altairac, Lydia Ben Ytzhak, Philippe Curval, Patrick Dusoulier, Marianne Leconte, Christophe Louvet, Olivier Paquet, Georges Pierru, Quarante-Deux, Kurt Steiner und Matthieu Walraet) die Einrichtung dieses Preises beschlossen, der sich als Nachfolger des 1991 eingestellten Grand Prix de la Science-Fiction Française versteht und im Gegensatz zu dessen Nachfolgepreis, dem Grand Prix de l’Imaginaire, der sich ab 1992 auch anderen Genres wie Fantasy und Horrorliteratur öffnete, ausschließlich französische Science-Fiction prämiert. Ausgezeichnet wird jeweils ein Roman und eine Kurzgeschichte oder Kurzgeschichtensammlung.
Dotiert ist der Preis mit einer Urkunde und einer Einladung zu einem der Dejeuners du Lundi.

## Preisträger
Bester Roman
- 2006 Catherine Dufour für Le Goût de l'immortalité
- 2007 Élise Fontenaille für Unica
- 2008 Norbert Merjagnan für Les Tours de Samarante
- 2009 Stéphane Beauverger für Le Déchronologue
- 2010 nicht vergeben
- 2011 Roland C. Wagner für Rêves de gloire
- 2012 Laurent Genefort für Points chauds
- 2013 Laurent Kloetzer für Anamnèse de Lady Star
- 2014 Raphaël Granier de Cassagnac für Thinking Eternity
- 2015 Tristan Garcia für 7

Beste Kurzgeschichte
- 2006 Sylvie Lainé für Les Yeux d'Elsa
- 2007 Michel Demuth für die Sonderausgabe des Magazins Lunatique vom Juni 2007
- 2008 Jeanne-A Debats für La Vieille Anglaise et le Continent
- 2009 Jérôme Noirez für Terre de Fraye
- 2010 nicht vergeben
- 2011 nicht vergeben
- 2012 nicht vergeben
- 2013 Thomas Day für Sept secondes pour devenir un aigle
- 2014 nicht vergeben
- 2015 nicht vergeben